# Кухестан (Резваншагр)
Кухестан (перс. كوهستان) — село в Ірані, у дегестані Діначал, у бахші Паре-Сар, шагрестані Резваншагр остану Ґілян. За даними перепису 2006 року, його населення становило 1455 осіб, що проживали у складі 359 сімей.

## Клімат
Середня річна температура становить 13,88 °C, середня максимальна – 27,92 °C, а середня мінімальна – 0,03 °C. Середня річна кількість опадів – 731 мм.
| Клімат поселення                              | Клімат поселення | Клімат поселення | Клімат поселення | Клімат поселення | Клімат поселення | Клімат поселення | Клімат поселення | Клімат поселення | Клімат поселення | Клімат поселення | Клімат поселення | Клімат поселення | Клімат поселення |
| Показник                                      | Січ.             | Лют.             | Бер.             | Квіт.            | Трав.            | Черв.            | Лип.             | Серп.            | Вер.             | Жовт.            | Лист.            | Груд.            |                  |
| Середній максимум, °C                         | 11,14            | 11,07            | 12,55            | 16,33            | 20,52            | 26,08            | 27,92            | 27,82            | 22,93            | 20,46            | 16,08            | 12,10            |                  |
| Середня температура, °C                       | 5,60             | 5,56             | 7,02             | 10,81            | 15,01            | 20,55            | 23,71            | 23,61            | 18,70            | 16,24            | 11,86            | 7,87             |                  |
| Середній мінімум, °C                          | 0,08             | 0,03             | 1,50             | 5,28             | 9,47             | 15,03            | 19,49            | 19,39            | 14,49            | 12,03            | 7,64             | 3,64             |                  |
| Норма опадів, мм                              | 69               | 59               | 66               | 56               | 40               | 24               | 11               | 31               | 75               | 112              | 84               | 104              |                  |
| Середньомісячна швидкість вітру, м/с          | 2.28             | 2.40             | 2.40             | 2.32             | 2.26             | 2.46             | 2.60             | 2.36             | 2.06             | 2.03             | 1.98             | 1.99             |                  |
| Середньомісячна сонячна радіація, кДж/м²·день | 6862             | 9132             | 11196            | 15808            | 19902            | 22663            | 23632            | 19908            | 16226            | 11045            | 8483             | 6526             |                  |
| --------------------------------------------- | ---------------- | ---------------- | ---------------- | ---------------- | ---------------- | ---------------- | ---------------- | ---------------- | ---------------- | ---------------- | ---------------- | ---------------- | ---------------- |
| Джерело:                                      |                  |                  |                  |                  |                  |                  |                  |                  |                  |                  |                  |                  |                  |